# Superfuzz Bigmuff Plus Early Singles
Superfuzz Bigmuff Plus Early Singles — сборник песен американской гранж-группы Mudhoney, вышедший в октябре 1990 года на лейбле Sub Pop.

## Об альбоме
Superfuzz Bigmuff Plus Early Singles содержит все песни с мини-альбома Superfuzz Bigmuff, песни со сторон «А» и «Б» двух синглов, а также два кавера со сплит-синглов Mudhoney с группами Sonic Youth и The Dicks.

## Песни
- «Touch Me I'm Sick» — первый сингл группы и один из первых синглов, выпущенных на Sub Pop; «Sweet Young Thing Ain’t Sweet No More» находился на стороне «Б».
- «You Got It (Keep It Outta My Face)» — сингл, выпущенный в 1989 году. «Burn It Clean» находился на стороне «Б».
- «Hate the Police» — кавер на песню группы The Dicks.
- «Halloween» — кавер на песню группы Sonic Youth, которая была выпущена на сплит-сингле, где Sonic Youth играет «Touch Me I’m Sick.»
- Оставшиеся 6 песен взяты с дебютного мини-альбома группы Mudhoney, Superfuzz Bigmuff.

## Список композиций
Все песни написаны Mudhoney, если не указано другое.
1. "Touch Me I'm Sick" – 2:35
2. "Sweet Young Thing (Ain't Sweet No More)" – 3:46
3. "Hate the Police" (кавер на песню группы The Dicks) – 2:08
4. "Burn It Clean" – 3:00
5. "You Got It (Keep It Outta My Face)" – 2:53
6. "Halloween" (кавер на песню группы Sonic Youth) – 6:12
7. "No One Has" – 3:26
8. "If I Think" – 3:37
9. "In 'N' Out of Grace" – 5:28
10. "Need" – 3:00
11. "Chain That Door" – 1:51
12. "Mudride" – 5:43

## Принимали участие в записи
- Марк Арм — гитара, вокал
- Стив Тёрнер — гитара, вокал
- Мэтт Лукин — бас-гитара, вокал
- Дэн Питерс — барабаны, вокал
- Джек Эндино — звукорежиссёр